# Catedral 1ra. Sección
Catedral 1ra. Sección är en ort i Mexiko.   Den ligger i kommunen Ostuacán och delstaten Chiapas, i den sydöstra delen av landet, 700 km öster om huvudstaden Mexico City. Catedral 1ra. Sección ligger 171 meter över havet och antalet invånare är 299.
Terrängen runt Catedral 1ra. Sección är huvudsakligen kuperad. Catedral 1ra. Sección ligger nere i en dal. Runt Catedral 1ra. Sección är det ganska glesbefolkat, med 35 invånare per kvadratkilometer. Närmaste större samhälle är Ostuacán, 1,8 km söder om Catedral 1ra. Sección. I omgivningarna runt Catedral 1ra. Sección växer huvudsakligen savannskog.